# Prymasowski Instytut Kultury Chrześcijańskiej

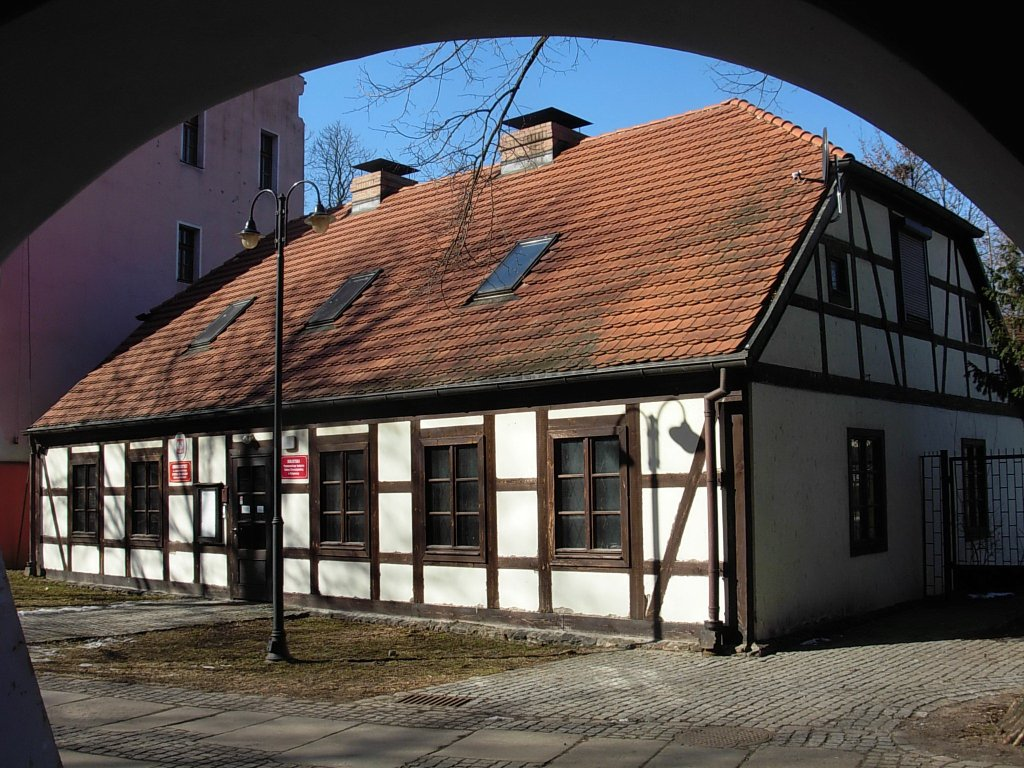
Budynek przy ul. Farnej 10, w którym mieści się biblioteka Instytutu

Prymasowski Instytut Kultury Chrześcijańskiej im. Stefana Kardynała Wyszyńskiego – instytucja naukowo-dydaktyczna w Bydgoszczy, od 1998 roku będąca sekcją zamiejscową Wydziału Teologicznego Uniwersytetu im. Adama Mickiewicza w Poznaniu. Instytut kształci na kierunku teologii o specjalności katechetyczno-pastoralnej w systemie zaocznym. Placówka znajduje się w Bydgoszczy przy ulicy Grodzkiej 18.

## Historia

### Okres rozwoju (1982-1989)
Instytut został erygowany na wniosek nowo mianowanego wikariusza biskupiego dla miasta Bydgoszczy Jana Nowaka. Dnia 8 września 1982 roku Prymas Polski, kard. Józef Glemp ustanowił PIKCh w Archidiecezji Gnieźnieńskiej, z siedzibą w Gnieźnie i Bydgoszczy. W dekrecie erekcyjnym dyrektorem placówki został mianowany ks. prof. dr hab. Kazimierz Śmigiel, a dyrektorem w Bydgoszczy de facto został ks. dr Bronisław Kaczmarek. Na potrzeby Instytutu udostępnione zostały pomieszczenia parafii farnej, usytuowane przy ul. Grodzkiej 1 (dawny Dom Katolicki) oraz budynku dawnej szkoły parafialnej przy farze bydgoskiej. Początkowo Instytut posiadał formę miejskiego duszpasterstwa ponadparafialnego jako trzyletnie studium wiedzy i kultury religijnej.
W 1984 dzięki staraniom biskupa przekształcił się w pięcioletnie studia filozoficzno-teologiczne, kończone egzaminem ex universa theologia i napisaniem pracy magisterskiej, a w roku akademickim 1988/1989 uzyskał status szkoły wyższej na prawach państwowych. Studenci oraz kadra naukowa Instytutu uczestniczyli od 1985 w organizacji i przebiegu Tygodni Kultury Chrześcijańskiej, a od 1987 roku także w Bydgoskich Dniach Społecznych.

### Afiliacja do Papieskiego Wydziału Teologicznego w Poznaniu (1990-1998)
4 marca 1990 roku Kongregacja do Spraw Nauczania Katolickiego wydała dekret o afiliacji PIKCh do Papieskiego Wydziału Teologicznego w Poznaniu na okres pięciu lat (w 1995 r. wydłużonym na następne 6 lat). Dzięki temu uregulowana została sytuacja prawna Instytutu na płaszczyźnie Kościoła katolickiego. Całość studiów w Instytucie podzielona została na dwa cykle: filozoficzny (dwa lata) i teologiczny (trzy lata). W roku akademickim 1995/96 okres studiów przedłużono z pięciu do sześciu lat. W tym roku studiowało w Instytucie ogółem 316 studentów, a kadrę dydaktyczną stanowiło 26 wykładowców, w tym 12 profesorów Prymasowskiego Wyższego Seminarium Duchownego w Gnieźnie. Wykłady z teologii prowadzone były nadal w budynku przy ul. Grodzkiej 1, natomiast od kwietnia 1993 wykłady z filozofii odbywały się w adaptowanych pomieszczeniach przy ul. Farnej 2.

### Sekcja Wydziału Teologicznego UAM (od 1998)
26 czerwca 1998 roku Kongregacja Wychowania Katolickiego wyraziła zgodę na ustanowienie Wydziału Teologicznego na Uniwersytecie im. Adama Mickiewicza w Poznaniu, do którego włączono dotychczasowy Papieski Wydział Teologiczny. Aby umożliwić odbywanie magisterskich studiów teologii studentom uczelni kościelnych, dawniej afiliowanych do PWT, rektor UAM powołał sekcje zamiejscowe Wydziału Teologicznego UAM, m.in. w Bydgoszczy i Gnieźnie. Nastąpiły też pewne zmiany w programie studiów. Określono czas trwania studiów magisterskich na sześć lat. Mimo piątkowo-sobotniego systemu zajęć, studia zostały uznane jako dzienne. Od 2002 zostały przekształcone w pięcioletnie studia zaoczne w specjalności katechetyczno-pastoralnej. Zajęcia dydaktyczne przeniesiono do pomieszczeń I Katolickiego Liceum Ogólnokształcącego przy ul. Leszczyńskiego.
Po powołaniu 25 marca 2004 diecezji bydgoskiej, jedną z pierwszych inicjatyw biskupa bydgoskiego Jana Tyrawy było powołanie z dniem 1 sierpnia 2004 roku Wyższego Seminarium Duchownego Diecezji Bydgoskiej im. Błogosławionego Biskupa Michała Kozala, które również zostało włączone w wymiarze edukacyjnym w struktury Wydziału Teologicznego UAM. Po pozyskaniu w 2007 na siedzibę Seminarium Duchownego zabytkowego budynku przy ul. Grodzkiej 18, ulokowano w nim także Instytut Teologiczny. W szachulcowym budynku dawnej szkoły parafialnej pozostała natomiast uczelniana biblioteka.

## Dyrektorzy
- 1982–1984 ks. dr Bronisław Kaczmarek[2]
- 1984–1987 ks. dr Lech Bilicki
- 1987–1988 ks. dr Marek Pyc
- 1988–2003 ks. dr Wojciech Szukalski
- 2003–2004 ks. prof. Marek Pyc
- 2004–2010 ks. dr Rafał Grabowski
- od 2010 ks. dr hab. Mirosław Gogolik